# Xã Calvert, Quận Grant, Arkansas
Xã Calvert (tiếng Anh: Calvert Township) là một xã thuộc quận Grant, tiểu bang Arkansas, Hoa Kỳ. Năm 2010, dân số của xã này là 1.344 người.